# EMPAR

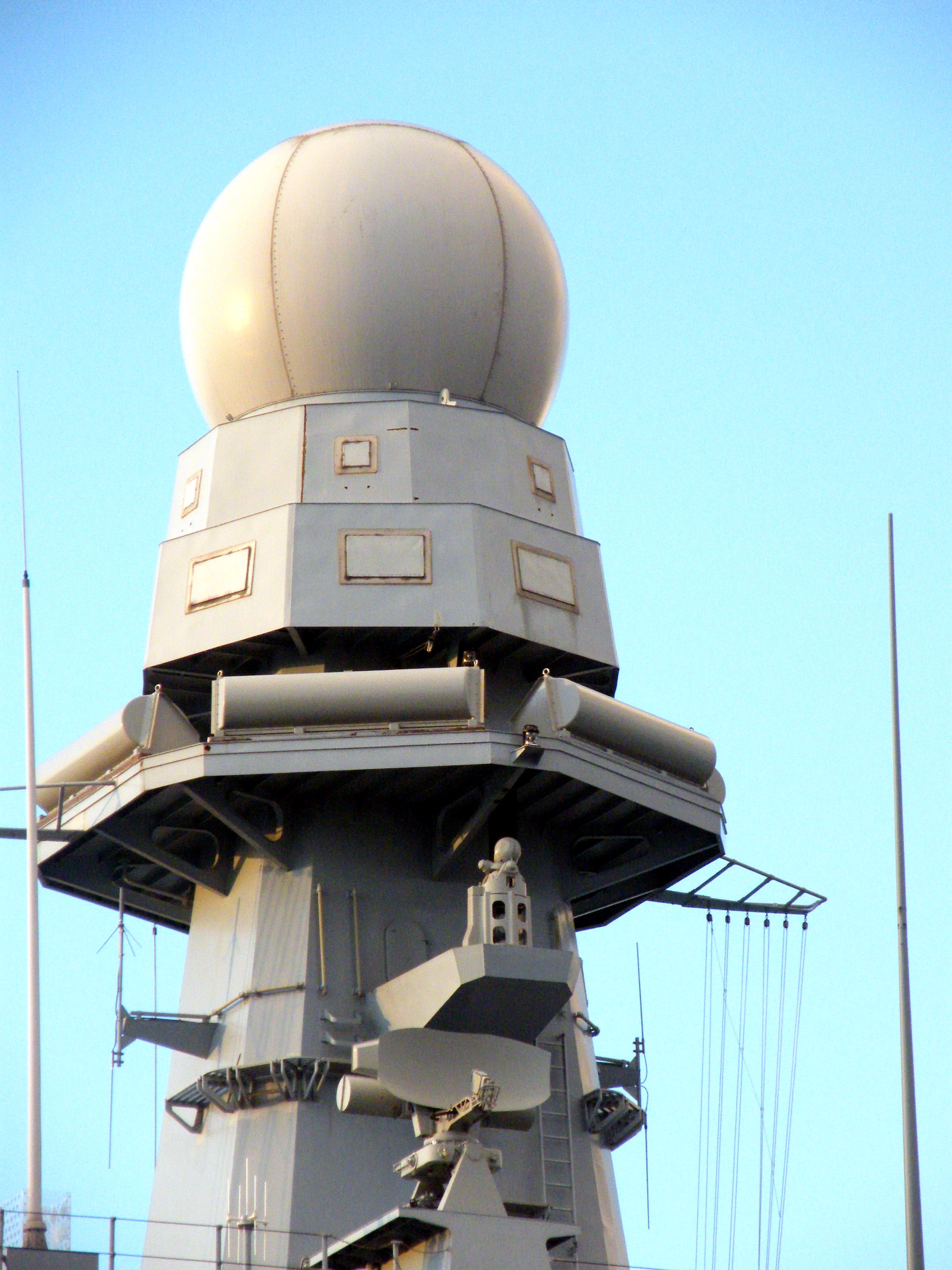
이탈리아가 개발한 EMPAR 레이더

EMPAR는 이탈리아의 해상 레이더의 일종이다. 전자주사식 위상 배열 레이더로, 180km의 거리를 탐지하는 첨단 레이더다. 구축함에 탑재되어 공중 목표물을 감시하는 레이더다. 영국의 SAMPSON 레이더와 흡사하다.

## 스펙
공중 목표물을 180km 거리에서 탐지할 수 있는 능력을 지니고 있다. 공중 목표물이란 크게는 Tu-95 핵폭격기, Su-24 전폭기, Tu-160 폭격기등을 들 수 있고, 작은 목표물로는 Ka-27, mi-8, mi-24, Su-25, Mig-21 등을 들 수가 있다. 

### 레이다 성능
- 탐지거리 : 180km
- 동시추적 표적 : 300개
- 동시교전 능력 : 10~12개
- 회전 속도 : 분당 60 rpm
- 밴드 종류 : C 밴드
- 제조국 :  이탈리아

### 레이다 탐지거리
- 원거리 모드 : 180 km 거리의 항공기 목표물
- 평시 정찰 모드 : 90 km 거리의 항공기 목표물
- 미사일 목표물 : 40 km

## 사용국
- 이탈리아
- 프랑스
- 알제리

## 같이 보기
- OPS-24
- AN/SPY-1
- SMART-L
- SAMPSON